# Rádio Macau
Rádio Macau est un groupe de rock portugais créé à Algueirão, dans la commune de Sintra, au début des années 80. En 1993 ils s'arrêtent en prétextant la fatigue et l'envie d'autres expériences.
Ils se reforment fin 1998, avec une autre sonorité. Ils ont enregistré en 2008 leur 8e album original, appelé simplement "8".

## Discographie

### Albums
- 1984 - Rádio Macau
- 1986 - Spleen
- 1987 - O Elevador da Glória
- 1989 - O Rapaz do trapézio voador
- 1991 - Disco Pirata
- 1992 - A Marca amarela
- 2000 - Onde o tempo faz a curva
- 2001 - A Vida num só Dia - Best Of (1984 - 2001) (compilation)
- 2003 - Acordar
- 2005 - Disco pirata (reedição)
- 2008 - 8

### Collectors
- Johnny Guitar (1993) - Rock'n'roll (eu é mais)
- XX Anos XX Bandas (1999) - Morte Lenta
- Frágil 21 (2003) - Entre a Espada e a Parede

### Xana en solo
- As Meninas Boas Vão para o Céu, as Más para Todo o Lado (1994, BMG)
- Manual de Sobrevivência (1998, NorteSul).